# 279 a.C.

## Eventos
- Públio Sulpício Saverrião e Públio Décio Mus, cônsules romanos.
- Continua a Guerra Pírrica: Batalha de Ásculo, nova derrota para os romanos, termina com a morte do cônsul Décio Mus.